# Акуда
Акуда (араб. أكودة) — місто в Тунісі. Входить до складу вілаєту Сус та знаходиться за декілька кілометрів на північ від Суса. Станом на 2004 рік тут проживало 21 237 осіб.

## Відомі люди
- Салем Бен Хміда — туніський поет
- Фахрі Ель-Ґезаль — туніський фотограф
- Абдесселєм Кнані — туніський політик